# مارسلا مولداویایی-زساک
مارسلا مولداویایی-زساک (انگلیسی: Marcela Moldovan-Zsak؛ زادهٔ ۳ ژوئن ۱۹۵۶) ورزشکار شمشیربازی اهل رومانی است.
وی در مسابقات کشوری و بین‌المللی در مجموع برندهٔ ۱ مدال نقره شده‌است.